# Jim Rathmann

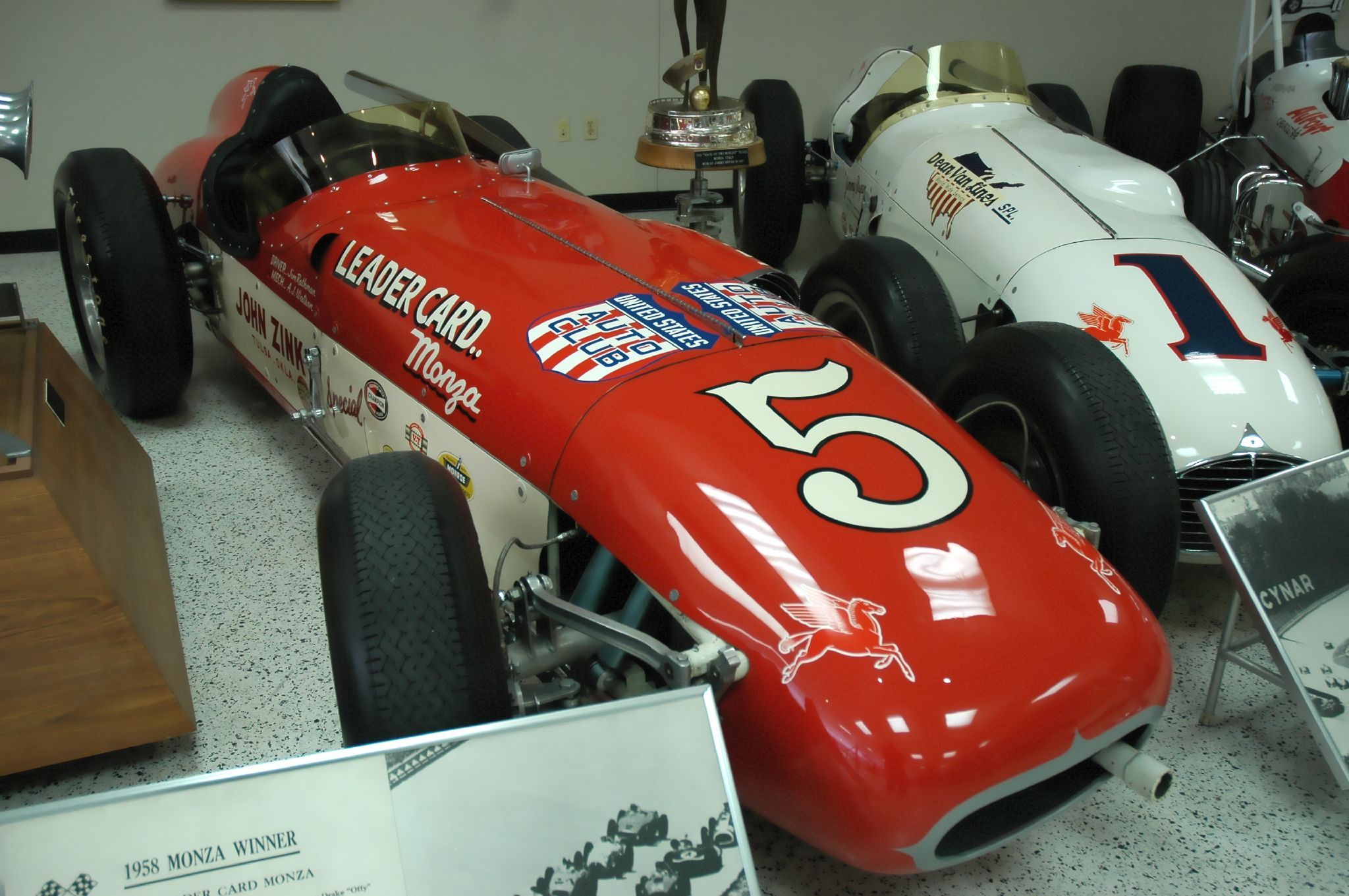
Coche que utilizó Jim en 1958.

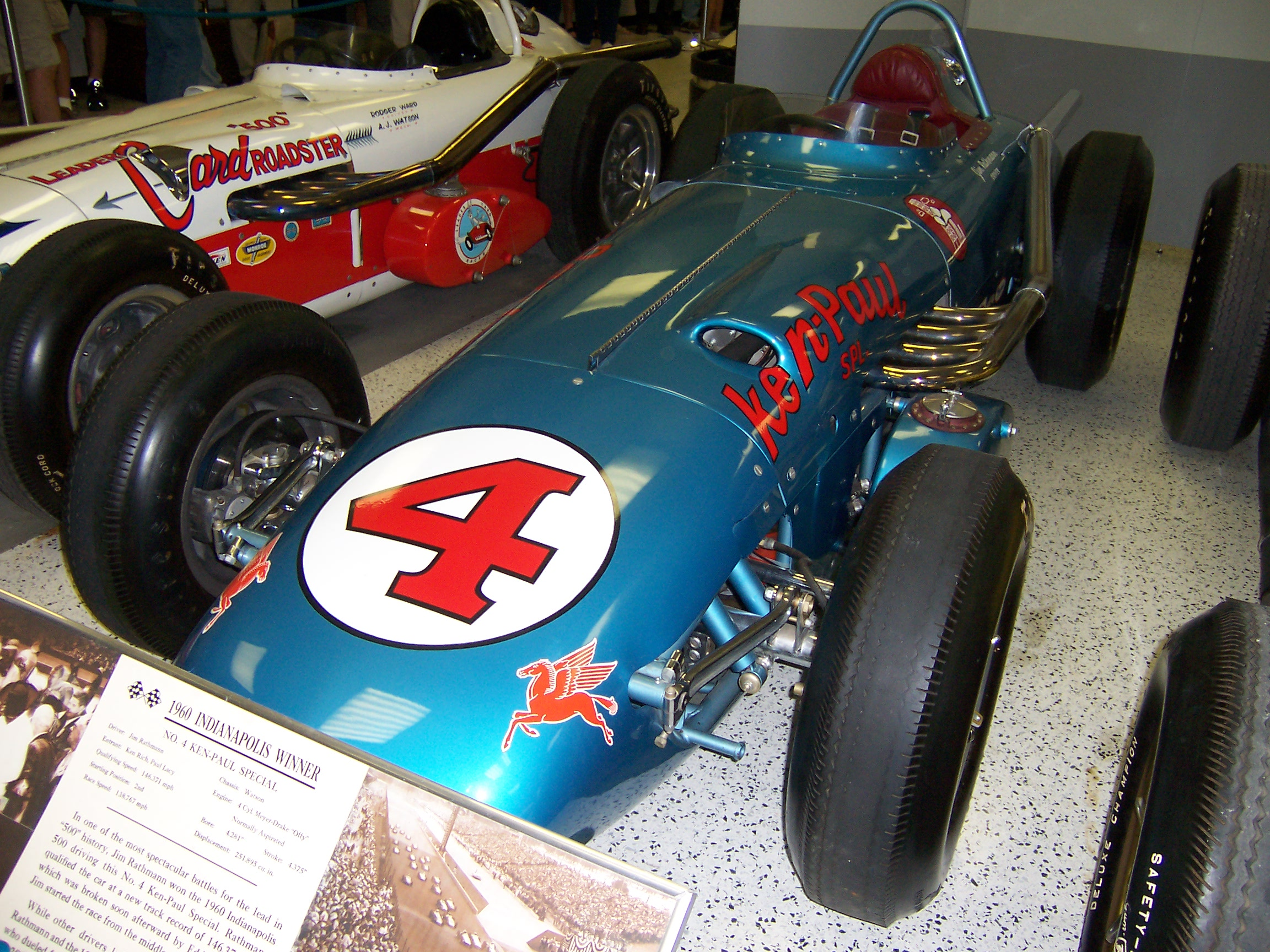
Coche con el que ganó la Indy 500 de 1960.

Jim Rathmann (Alhambra, California, Estados Unidos, 16 de julio de 1928-Melbourne, Florida, 23 de noviembre de 2011) fue un piloto de automovilismo estadounidense que se destacó en monoplazas Indy. Ganó las 500 Millas de Indianápolis de 1958 y fue segundo en 1952, 1957 y 1959, y quinto en 1958. Además, resultó segundo en el Campeonato Nacional del USAC de 1957 y cuarto en 1959 y 1960. Por otra parte, ganó la Carrera de los Dos Mundos de 1958.

## Trayectoria
Su nombre de nacimiento era Royal Richard Rathmann, pero cambiaba su identidad con la de su hermano James para eludir los límites de edad de pilotos. Con el tiempo, sus nombres quedaron cambiados dentro del mundo del automovilismo.
Rathmann debutó en las 500 Millas de Indianápolis de 1949, donde llegó 11º. En 1950 acabó en el 24º puesto. En 1952 resultó segundo en las 500 Millas de Indianápolis por detrás de Troy Ruttman. Además fue cuarto en las 200 Millas de Raleigh, por lo que se colocó sexto en el campeonato.
El piloto llegó segundo en las 500 Millas de Indianápolis de 1957 por detrás de Sam Hanks, luego de liderar 24 vueltas. Además venció en las 200 Millas de Milwaukee, quinto en las 100 Millas de Milwaukee y sexto en Phoenix y Trenton. De este modo, resultó subcampeón del USAC por detrás de Jimmy Bryan.
Rathmann se ubicó quinto en las 500 Millas de Indianápolis de 1958. Por otra parte, ganó las tres mangas Carrera de los Dos Mundos de 1958, disputada en el óvalo de Monza, donde completó las 500 millas a una velocidad promedio de 268 km/h.
En las 500 Millas de Indianápolis de 1959, terminó nuevamente segundo por detrás de Rodger Ward, tras liderar 19 vueltas. Ese mismo año, venció en la 100 Millas de Daytona a una velocidad promedio de 274 km/h, lo que fue récord mundial de automovilismo, y resultó cuarto en la Carrera de Campeones de Trenton y las 200 Millas de Milwaukee. Así, se colocó cuarto en el campeonato, luego de Ward, Tony Bettenhausen y Johnny Thomson.
El californiano logró finalmente la victoria en las 500 Millas de Indianápolis de 1960, luego de liderar 100 vueltas en una lucha cerrada con Rodger Ward, a quien superó en la meta por 12,75 segundos. Eso le bastó para terminar cuarto en el Campeonato Nacional del USAC.
Rathmann siguió corriendo en las 500 Millas de Indianápolis hasta 1963. El californiano ingresó al Salón de la Fama del Deporte Motor de Estados Unidos en 2007.

## Resultados

### Fórmula 1
(Clave) (negrita indica pole position) (cursiva indica vuelta rápida)
| Año  | Escudería                | 1   | 2      | 3      | 4     | 5   | 6   | 7   | 8   | 9   | 10  | 11  | Pos. | Puntos |
| ---- | ------------------------ | --- | ------ | ------ | ----- | --- | --- | --- | --- | --- | --- | --- | ---- | ------ |
| 1950 | Pioneer Auto Repair      | GBR | MON    | 500 24 | SUI   | BEL | FRA | ITA |     |     |     |     | NC   | 0      |
| 1952 | Grancor-Wynn's Oil       | SUI | 500 2  | BEL    | FRA   | GBR | GER | NED | ITA |     |     |     | 10º  | 6      |
| 1953 | Travelon Trailer         | ARG | 500 7  | NED    | BEL   | FRA | GBR | GER | SUI | ITA |     |     | NC   | 0      |
| 1954 | Bardahl                  | ARG | 500 28 | BEL    | FRA   | GBR | GER | SUI | ITA | ESP |     |     | NC   | 0      |
| 1955 | Belond Miracle Power     | ARG | MON    | 500 14 | BEL   | NED | GBR | ITA |     |     |     |     | NC   | 0      |
| 1956 | Hopkins                  | ARG | MON    | 500 20 | BEL   | FRA | GBR | GER | ITA |     |     |     | NC   | 0      |
| 1957 | Chiropractic             | ARG | MON    | 500 2  | FRA   | GBR | GER | PES | ITA |     |     |     | 10º  | 7      |
| 1958 | Leader Card 500 Roadster | ARG | MON    | NED    | 500 5 | BEL | FRA | GBR | GER | POR | ITA | MAR | 21º  | 2      |
| 1959 | Simoniz                  | MON | 500 2  | NED    | FRA   | GBR | GER | POR | ITA | USA |     |     | 11º  | 6      |
| 1960 | Ken-Paul                 | ARG | MON    | 500 1  | NED   | BEL | FRA | GBR | POR | ITA | USA |     | 8º   | 8      |